# Bourbonski tunel
Bourbonski tunel, Tunel Borbonico ili Bourbonska galerija (it. Galleria Borbonica) je drevni podzemni prolaz, izgrađen u vojne svrhe za povezivanje Kraljevske palače s vojarnama u Napulju, južna Italija.
Monarhija u doba kralja Ferdinanda II. od Bourbona bojala se stanovništva Napulja koje je bilo sklono podizanju revolucija. Errico Alvino dobio je zadatak da izgradi vojni prolaz za trupe koji povezuje Kraljevsku palaču u Napulju s Via Morelli, buši ispod brda Pizzofalcone i stiže do kvarta San Ferdinando, ali također povezuje s drugim tunelima i akvaduktima, uključujući stari akvadukt Carmignano (1627. –1629).
Monarhiju također nije bilo nepoznato da je potkralj Napulja 1647. zamalo bio zarobljen u ovoj urbanoj Kraljevskoj palači, i samo je srećom uspio pobjeći u obližnji samostan kako bi izbjegao bijesnu gomilu tijekom Masaniellove pobune, dakle tunel mogao poslužiti i kao ruta za bijeg za svoje kraljevske stanovnike.
Alvino je zamislio dvotračni tunel s dva nogostupa s obje strane. Dva izlaza bila su na zapadu na Via della Pace (današnja Via Morelli, koju je 1853. također otvorio sam Alvino), neposredno ispred vojarne Caserma della Vittoria, i na istoku kod današnjeg Piazza Carolina, iza bazilike San Francesco. di Paola. Tunel se trebao zvati Galleria Reale, a obje su staze trebale dobiti svoje kraljevske nazive: ona koja vodi do Chiaie trebala se zvati Strada Regia, a ona u suprotnom smjeru Strada Regina.
Dvije godine nakon što je započeta, pad dinastije Bourbon značio je da je izgradnja zaustavljena. Tijekom Drugog svjetskog rata tunel je korišten kao sklonište za vrijeme bombardiranja. Trenutačno su tuneli otvoreni za obilaske. Tunel sadrži desetljećima sakupljane starinske automobile i odbačeni fašistički spomenik koji je napravljen za Aurelija Padovanija.

## Vanjske poveznice
|  | Zajednički poslužitelj ima još gradiva o temi Bourbonski tunel |